# Johnny Leoni
Johnny Leoni (Sion, 30 de junio de 1984) es un futbolista suizo. Juega de portero y su actual equipo es el Tochigi SC de la J2 League de Japón.
Fue convocado a la selección de fútbol de Suiza en varias ocasiones por el entrenador Ottmar Hitzfeld. Su único partido jugado por la absoluta de Suiza fue en un amistoso contra la Selección de fútbol de Liechtenstein en 2011. Fue tercer arquero de Suiza para la Copa Mundial Sudáfrica 2010, por detrás de Diego Benaglio y Marco Wölfli.

## Selección nacional

### Participaciones en Copas del Mundo
| Mundial                        | Sede      | Resultado      |
| ------------------------------ | --------- | -------------- |
| Copa Mundial de Fútbol de 2010 | Sudáfrica | Fase de grupos |

## Clubes
| Club                  | País       | Año       |
| --------------------- | ---------- | --------- |
| FC Sion               | Suiza      | 2001−2003 |
| FC Zürich             | Suiza      | 2003−2012 |
| AC Omonia             | Chipre     | 2012-2013 |
| Neftchi Baku (cedido) | Azerbaiyán | 2013      |
| C.S. Marítimo         | Portugal   | 2013-2014 |
| FC Le Mont            | Suiza      | 2014-2016 |
| AC Nagano Parceiro    | Japón      | 2016-2017 |
| Tochigi SC            | Japón      | 2017-     |

## Palmarés
| Título              | Club      | País   | Año  |
| ------------------- | --------- | ------ | ---- |
| Copa Suiza          | FC Zürich | Suiza  | 2005 |
| Super Liga Suiza    | FC Zürich | Suiza  | 2006 |
| Super Liga Suiza    | FC Zürich | Suiza  | 2007 |
| Super Liga Suiza    | FC Zürich | Suiza  | 2009 |
| Supercopa de Chipre | AC Omonia | Chipre | 2012 |